# Théorie de la menace intégrée

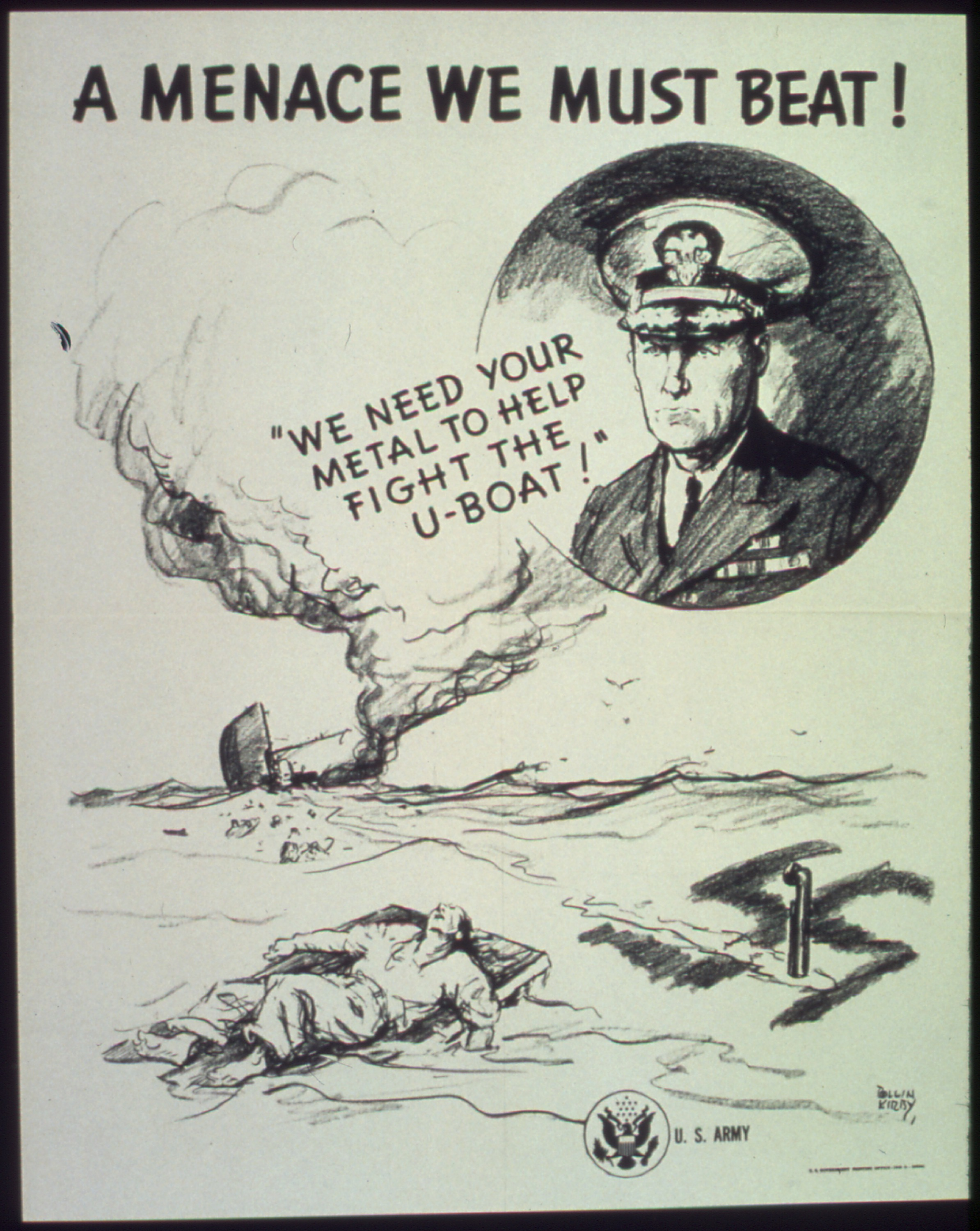
Une menace que nous devons vaincre !, Nous avons besoin de votre métal pour combattre les U-boat !

Développée dans les années 2000 par Walter G. Stephan et Cookie White Stephan, la théorie de la menace intégrée des préjugés, aussi appelée théorie de la menace intergroupe, met en évidence les processus qui entrent en jeu lorsqu'un groupe se sent menacé par un second. Les deux auteurs avancent que la menace est ressentie au sein d’un groupe lorsque ses membres perçoivent qu'un autre groupe est en position de leur causer du tort. Ces mêmes auteurs considèrent les menaces comme une des causes majeures des  préjugés. La théorie se focalise également sur les conditions menant aux perceptions de menace, qui à leur tour ont un impact sur les attitudes et le comportement des individus ainsi que sur ceux des groupes. 
La théorie de la menace intégrée, dans sa version initiale, inclut quatre types de menaces : la menace réaliste, la menace symbolique, l’anxiété intergroupe et les stéréotypes négatifs. Cette théorie a été revisitée à plusieurs reprises et a subi plusieurs modifications. Notamment, le nombre de types a été réduit à deux, à savoir les menaces réaliste et symbolique. En effet, Stephan et ses collaborateurs ont considéré l'anxiété intergroupe comme étant une conséquence de la perception de menace et les stéréotypes négatifs comme étant un antécédent de cette perception. En 2002, Stephan et Renfro ont introduit une distinction entre les menaces liées à l'endogroupe en tant qu'entité (menace intergroupe) et les sentiments de menace dirigés vers un des membres de ce même groupe (menace individuelle).
La théorie de la menace intégrée a été modifiée afin de mieux comprendre les attitudes intergroupes et d'envisager des modes d'intervention visant à améliorer les relations intergroupes. Cette théorie suggère des interventions concrètes qui peuvent être efficaces afin de réduire les sentiments de menace intergroupe.

## Origines
L'intérêt que Walter Stephan et Cookie Stephan portent au rôle de la perception de menaces dans les attitudes négatives envers d'autres groupes date déjà d'avant les années 2000. Par le passé, les travaux réalisés par Stephan et Stephan se sont principalement centrés sur l'ignorance et l'anxiété intergroupe comme causes des préjugés,. À partir des résultats de leurs études, ils commencent à penser que la peur et les menaces dans la vie de tous les jours sont responsables des attitudes négatives éprouvées par les membres d'un groupe à l'égard des membres d'un autre groupe.
La littérature scientifique sur les relations intergroupes s'est déjà intéressée au facteur de la menace et à ses conséquences. Bobo et ses collaborateursont par exemple étudié les menaces réalistes, tandis que Sears, ou Esses  ont réalisé des travaux sur les croyances et les menaces symboliques. Stephan et Stephan étaient cependant insatisfaits des théories existantes sur les  préjugés. Les chercheurs n'examinaient toujours qu'une partie de la menace en s'intéressant soit à la dimension symbolique, soit à la menace réaliste. Selon Stephan et Stephan, c'est une erreur car ces deux types de menace peuvent aussi être complémentaires. De plus, les études se déroulaient de façon isolées les unes des autres, sans qu'il y ait une véritable collaboration ou conceptualisation de la menace. En conséquence, les deux ont repris une grande partie des travaux à ce sujet qu'ils ont par la suite intégré dans un modèle théorique, l’Integrated Threat Theory of prejudice. En d'autres mots, de nombreux scientifiques se sont interrogés sur le rôle de la menace au niveau des conflits intergroupes ou des attitudes négatives, mais personne avant eux n'avait encore essayé d'intégrer plusieurs concepts de la menace dans un seul et unique modèle théorique qui soit également applicable sur le terrain.

## Contenu

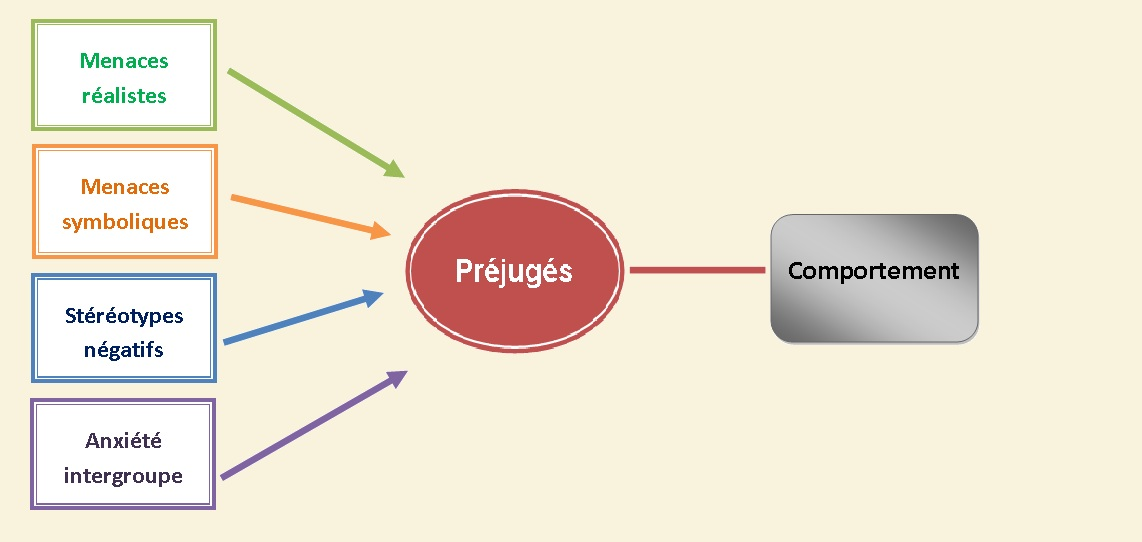
Modèle causal de la théorie de la menace intégrée

En 2000, Stephan et Stephan proposent une première version de la théorie de la menace intégrée. Ils postulent l'idée que la perception de menace favorise l'apparition de préjugés ainsi que la dégradation des relations et du contact intergroupe. La théorie propose quatre différents types de menace susceptibles d’être perçus et ressentis par les membres d'un groupe à propos d'autres groupes. Ce sont la menace réaliste, la menace symbolique, l’anxiété intergroupe et les stéréotypes négatifs. Les menaces perçues sont souvent irréalistes ou exagérées.
Dans la théorie de Stephan et Stephan, la perception de ces différentes formes de menaces peuvent conduire à la formation de préjugés, peu importe que ces menaces soient réelles ou non.  
 Allport (1954) définit le préjugé comme « un ensemble d’attitudes négatives ou de croyances associées à l’expression d’affects négatifs ou la manifestation de comportements hostiles et discriminatoires envers les membres d’un groupe social ». Cette définition inclut des réactions émotionnelles telles que la haine et le mépris ainsi que des réactions évaluatives comme la désapprobation ou la dévalorisation.     

### Menaces réalistes
Le premier type de menace consiste en une menace réaliste présentée par l’autre groupe, dit exogroupe. Elle constitue un danger pour l’existence de son propre groupe, qualifié d'endogroupe : une menace pour la puissance économique ou politique, ou encore une menace au bien-être physique ou matériel de l’endogroupe ou des membres de ce même groupe.
Le concept de menace réaliste est dérivé de la théorie du conflit réel, aussi appelée Realistic conflict theory (en), selon laquelle la compétition entre groupes pour des ressources limitées peut causer l’apparition de préjugés envers l’autre groupe,. Les ressources pour lesquelles les groupes se battent peuvent être tangibles (par exemple, argent) ou non tangible (par exemple, pouvoir décisionnel, contrôle). 
Néanmoins, la menace réaliste telle que vue par Stephan et Stephan diffère sur deux points de la menace telle que proposée dans la théorie du conflit réel. Premièrement, la vision du concept de menace est beaucoup plus large chez les premiers, incluant toute menace au bien-être du groupe ou de ses membres. Deuxièmement, Stephan et Stephan se concentrent sur la perception subjective du conflit entre groupes. Ils mettent l’accent sur la perception de la menace réaliste parce qu'elle peut mener à des préjugés, et cela, qu'elle soit effective ou pas.

### Menaces symboliques
Deuxièmement, la menace symbolique met en danger le système de valeurs et de croyances ainsi que la manière de percevoir le monde de l’endogroupe. Ce type de menace fait donc référence aux différences perçues entre groupes, telles que les différences de valeurs, de morales, de standards, de croyances ou encore d’attitudes. La menace symbolique apparait, en partie, parce que l’endogroupe croit en la justesse morale de son propre système de croyances et craint que les nouvelles normes et croyances revendiquées par l’autre groupe mettent en péril sa manière de vivre.
De nombreuses études ont montré que lorsqu’un groupe perçoit de la menace dirigée vers ses valeurs de la part d’un groupe minoritaire, cela le conduit à opter pour des attitudes négatives envers ce groupe. C'est notamment le cas des théories du racisme symbolique et du racisme moderne, qui ont recours à la notion de la menace symbolique et selon lesquelles l'hostilité que présentent les Blancs d'Amérique du Nord vis-à-vis des Noirs américains est une réponse à la croyance selon laquelle ces derniers violent les valeurs traditionnelles partagées par de nombreux Blancs ,,.

### Anxiété intergroupe
Ensuite, le troisième type de menace est l’anxiété intergroupe (en). Spielberger (1976) propose de définir l’anxiété comme étant un sentiment qui apparait lorsque du stress est combiné avec la présence d’une situation perçue comme dangereuse ou menaçante. Contrairement à la peur, l’anxiété ne doit pas être dirigée vers un objet et l’intensité des émotions négatives ressenties est souvent disproportionnée. Elle joue un rôle important dans les relations intergroupes.
Selon les auteurs de la théorie, cette menace fait référence au fait que les personnes se sentent personnellement menacées lors d’interactions entre groupes parce qu’elles s’inquiètent des effets négatifs de celles-ci. L’anxiété intergroupe déclenche des réponses cognitives et comportementales amplifiées, qui sont en accord avec les sentiments négatifs causés par l’interaction.
Une interaction avec un groupe ou avec l'un de ses membres peut générer un effet psychologique négatif tel que le sentiment d’embarras, un effet négatif de type comportemental tel que le fait d’être exploité ou physiquement blessé, une évaluation négative de la part de l’exogroupe à notre égard ou encore une évaluation négative de la part de notre propre groupe à notre égard.
L’anxiété est donc un sentiment qui influence notre capacité à interagir efficacement avec les membres d’un autre groupe. La théorie de la gestion de l’anxiété et de l’incertitude (en) de Gudykunst, va dans le même sens puisqu’elle assume que notre capacité à gérer notre anxiété et notre incertitude est un processus central influençant notre capacité à communiquer efficacement avec les autres.
Cette relation entre l'anxiété intergroupe et les attitudes négatives envers des exogroupes peut être observée dans une multitude de contextes.

### Stéréotypes négatifs
Enfin, le quatrième type de menace est les stéréotypes négatifs. Les deux auteurs citent Aarts et ses collègues, dans leur article, qui définissent le stéréotype comme étant un ensemble de caractéristiques, incluant des traits, des attitudes, des comportements et des buts qui sont associés aux membres d’une certaine catégorie sociale.
Les stéréotypes possèdent un certain nombre de fonctions. Ils permettent de :
1. simplifier la complexité du monde social dans lequel nous vivons ;
2. fournir des lignes d’action pour les interactions sociales ;
3. apporter des explications aux comportements de l’exogroupe ;
4. être utilisés pour justifier la supériorité de l’endogroupe ;
5. améliorer l’estime de soi.

Les stéréotypes agissent de manière automatique et échappent à notre contrôle. En effet, Blair et Banaji ont démontré, en 1996, que le fait d’être en présence d’un groupe stéréotypé, qu’on en soit conscient ou pas, provoque l’activation automatique des stéréotypes que l’on possède à l’égard de ce groupe.
De plus, presque tous les stéréotypes vis-à-vis des exogroupes constituent une menace pour l’endogroupe.
En effet, les stéréotypes servent de base pour constituer des attentes vis-à-vis d’un groupe et ces attentes conduisent souvent à des préjugés. Lorsque ces stéréotypes à propos d’un groupe sont négatifs, les individus s’attendent à ce que les membres du groupe stéréotypé se comportent en accord avec eux, leur attribuant des caractéristiques négatives et menaçantes . Le groupe constitue alors une menace au bien-être de l’endogroupe.

## Théorie revisitée
En 2002, Stephan et Renfro revisitent la théorie et proposent de réduire le nombre de menaces à deux : la menace réaliste et la menace symbolique. Les deux auteurs se basent sur la distinction que Tajfel fait entre les processus qui se passent au niveau individuel et ceux qui se passent au niveau du groupe pour argumenter le fait qu’une distinction peut être faite entre les menaces dirigées vers l’individu et celle dirigées vers le groupe.
En effet, dans la version originale de la théorie, les différentes menaces agissent à des niveaux différents : les menaces réaliste et symbolique agissent au niveau du groupe, alors que l’anxiété intergroupe intervient plutôt au niveau individuel. 
Dans ce dernier cas, ce sont les individus qui ressentent l’anxiété lorsqu'ils interagissent avec des membres d’un autre groupe, même si c’est le groupe lui-même qui est susceptible de perdre du pouvoir ou de modifier son système de croyances. De même, les stéréotypes négatifs peuvent être vus autant du point de vue du groupe que du point de vue de l’individu ; tout dépend du contexte et de celui qui les perçoit. Un stéréotype sera considéré comme une menace pour le groupe lorsque les traits négatifs attribués à un exogroupe sont considérés comme étant une menace pour le groupe lui-même. Alors que le stéréotype est considéré comme une menace pour l'individu lorsque les traits négatifs attribués à l’autre groupe sont considérés comme une menace pour les membres du groupe. Stephan et Renfro avancent, qu'au niveau groupal, la menace peut être vécue autant en tant que menace réaliste ou menace symbolique. Il en est de même au niveau de l’individu qui peut également connaître les deux types de menace. Les menaces émanant d’un endogroupe dirigées vers le bien-être physique et matériel d’un individu peuvent alors être qualifiées de menaces individuelles réalistes, alors que les menaces qui visent le système de valeurs, de croyances ou l’identité d’un individu seront qualifiées de menaces symboliques individuelles. Les auteurs proposent donc de garder les menaces symboliques et réalistes, et de les catégoriser en deux sous-groupes.
La théorie connaît dans la même année, en 2002, un changement au niveau du statut des stéréotypes négatifs et de l'anxiété intergroupe. Certaines études remettent en question les stéréotypes négatifs dans leur fonction en tant que menace indépendante. Stephan et ses collègues proposent ainsi de conceptualiser les stéréotypes en tant qu’antécédents de la menace. De même, l'anxiété intergroupe n'est pas considérée comme une menace intergroupe en tant que telle, car elle peut également être une conséquence des autres types de menace. La dernière version revisitée de la théorie de la menace intégrée comprend donc deux formes de menace (réaliste et symbolique) ainsi que deux différents types ou niveaux (individuel et groupal). En d'autres mots, il y a quatre types de menaces qui peuvent pousser l'individu à agir, la menace individuelle symbolique ou réaliste et la menace intergroupe symbolique ou réaliste. 
La menace individuelle est ressentie lorsqu'un individu pense que ses propres ressources ou son identité sont attaqués. Ce type de menace est parfois appelé « menace auto-dirigée ». Les personnes sont ainsi motivées à protéger leur identité et leurs ressources. La menace intergroupe est similaire à la menace individuelle, sauf que c'est le groupe entier qui est impliqué et pas l'individu. C'est une menace éprouvée par l'individu mais qui est ressentie à travers l’entièreté du groupe social auquel il appartient. Elle émerge quand les actions, croyances ou caractéristiques d'un groupe rivalisent ou s'opposent à l'atteinte d'un objectif ou du bien-être d'un autre groupe.

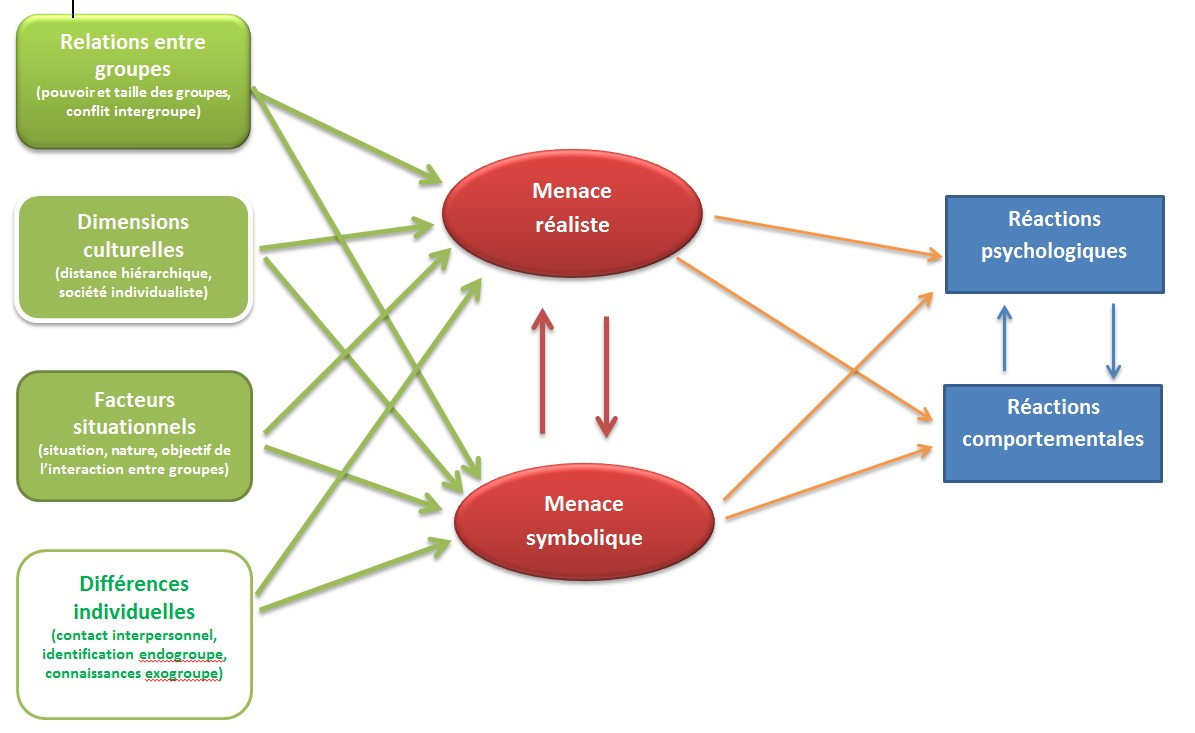
Les antécédents de la menace dans la théorie de la menace intégrée selon Stephan et Renfro, 2002.

## Antécédents de la menace
La perception et le degré de menace perçue par les personnes d'un groupe à l'égard d'un autre dépendent d'une multitude de facteurs. Les relations antérieures entre les groupes, les valeurs culturelles des membres de chaque groupe, les situations dans lesquelles les groupes interagissent ainsi que l'individualité différentielle de chaque personne sont des antécédents de la perception de menace. 

### Relations intergroupes
Stephan et Stephan définissent les relations intergroupes comme étant des attitudes et des comportements dirigés vers les membres d'un exogroupe.  Les relations intergroupes sont influencées par des caractéristiques propres à chaque groupe qui à leur tour influencent la perception de menace. 
- Pouvoir du groupe : Dans la théorie originale de la menace intégrée, les deux auteurs ont mis l'accent sur la perception de menace mutuelle entre les groupes[6]. Par la suite, Stephan et ses collaborateurs ont précisé que les groupes à faible pouvoir avaient plus tendance à ressentir des expériences de menace, alors que les groupes à fort pouvoir réagissaient de manière plus virulente[18].

- Conflit historique du groupe : Les groupes les plus aptes à percevoir des menaces intergroupes sont ceux qui croient avoir un long passé de conflit avec l'exogroupe en question[10]. Les raisons de ce conflit sont multiples et sont souvent d'ordre idéologique, comme c'est le cas notamment avec la religion.

- Taille du groupe : Elle influence clairement la menace perçue par le groupe. Des études ont montré que la taille de l'exogroupe peut favoriser l'apparition de sentiments négatifs ou de préjugés. Cependant, ce n'est pas la taille réelle qui compte le plus, mais plutôt la taille perçue de l'exogroupe par l'endogroupe[21].

- Non-concordance des valeurs culturelles : Les différences de groupe au niveau des valeurs culturelles peuvent influencer les relations intergroupes y compris la perception de menace. Le simple fait de lire un extrait à propos d'un groupe adoptant des valeurs culturelles différentes d'un autre groupe influence la perception de menace (symbolique). À ce sujet, les études sur l'acculturation ont par exemple indiqué que les préférences d'acculturation des immigrants possèdent un effet sur la perception des membres de la société d'accueil. Dans ce cas-ci, si les deux groupes ne partagent pas la même stratégie d'acculturation, cela peut favoriser des relations intergroupes négatives ou des formes de préjugés[22].

### Dimensions culturelles
Les dimensions culturelles concernant les croyances, valeurs, règles et normes des groupes sociaux peuvent contribuer à la perception de menace. Il existe certaines dimensions culturelles, telles que le collectivisme, la distance hiérarchique au pouvoir, et l’évitement de l'incertain qui sont plus associées à la perception de menaces. Certaines cultures prédisposent les personnes à se sentir menacées par rapport à des exogroupes. Notamment, les cultures qui mettent en avant les règles, la hiérarchie, les liens endogroupe et qui sont à la base des cultures renfermées ou isolées. Ces dimensions rendent compte des différences psychologiques qu'il peut y avoir entre les individus d'un même groupe.
Selon Stephan et ses collaborateurs, les valeurs culturelles touchent davantage les menaces symboliques que les menaces réalistes.

### Facteurs situationnels
Des contextes tels que le travail ou l'école donnent un cadre dans lequel des interactions entre les groupes peuvent avoir lieu. Ces mêmes situations sont accompagnées de normes qui structurent et influencent les relations intergroupes. Les caractéristiques spécifiques de la situation, tels que le ratio des membres de l'endogroupe et de l'exogroupe, les raisons ou la nature de l'interaction ainsi que le pouvoir de chaque groupe influencent la perception de menaces. Les facteurs situationnels se situent la plupart du temps à un niveau interpersonnel. De plus, chaque situation est singulière et de ce fait les groupes peuvent être affectés différemment selon le contexte en question.
Les situations dans lesquelles il est le plus probable d’acquérir un sentiment de menace sont celles où les membres :
1. se sentent incertains dans leur manière de se comporter ;
2. ne sont pas familiarisés avec le cadre ;
3. se perçoivent numériquement plus faibles ;
4. sont en compétition avec l'autre groupe ;
5. ne sont pas soutenus par les autorités.

### Différences individuelles
Dans la version initiale de la théorie de la menace intégrée, les différences individuelles étaient dues à trois facteurs, :
- Identification endogroupe : Une forte identification de la part d'un individu avec son groupe d'appartenance favorise des biais intergroupes, par exemple, en voulant avoir une identité plus positive par rapport à un autre groupe. Il existe toute une littérature sur ce phénomène dont la théorie de l'identité sociale est à l'origine. Il est logique que si une personne s'identifie beaucoup à son endogroupe, celle-ci soit plus sensible aux dangers éventuels que le groupe encourt.
- Contact intergroupe : Les scientifiques se sont beaucoup intéressés aux bienfaits du contact et à ses processus. Cependant, le contact négatif peut être vu comme un antécédent important de la menace. Le contact prédit d'ailleurs mieux la perception de menace que d'autres antécédents[19]. Stephan et Stephan pensent que le contact négatif est une cause directe des stéréotypes, des préjugés et de la discrimination[7].

- Connaissances sur l'exogroupe : L'ignorance des membres d'un groupe concernant les caractéristiques spécifiques (par exemple : les pratiques culturelles) des membres d'un exogroupe peut favoriser toute une cascade de processus psychologiques, tels que des stéréotypes ou des préjugés ainsi que des sentiments de menace. Un apport en nouvelles informations, c'est-à-dire, des connaissances à propos d'un exogroupe peuvent améliorer les attitudes envers ce dernier[1].

Dans la version revisitée, Stephan et ses collaborateurs ont rajouté les concepts suivants :
- Théorie de la dominance sociale : les personnes qui soutiennent fortement l'idéologie d'une société hiérarchique de dominants et de dominés auront plus tendance à percevoir une menace intergroupe ;
- personnalité du type « authoritarianism » ;
- estime de soi (individuelle et collective) : les individus désirant avoir une estime de soi positive passent par la comparaison à autrui. Les individus ayant une estime de soi basse seraient plus prédisposés à percevoir une menace intergroupe. En ce qui concerne, l'estime de soi collective, l'individu a toujours tendance à valoriser son groupe et à dévaloriser l'autre groupe, mais ceux ayant une estime de soi collective haute sont plus enclin à percevoir une menace de la part de l'exogroupe ;
- inégalités dans les ressources : les inégalités dans les ressources tangibles et symboliques qui sont vécues de manière réelle par les groupes. Ceci se produit lorsqu'un groupe à lui tout seul possède le pouvoir et les ressources sous-jacentes, et que les autres groupes ne peuvent pas en profiter. Les besoins de tous les membres de la société ne sont ainsi pas respectés.

En conclusion, les personnes les plus susceptibles de se sentir menacées par des exogroupes sont celles qui sont inquiètes, suspicieuses, inexpérimentées, fort attachées à leur groupe, désireuses d'une société ordonnée et hiérarchique supportant également l'inégalité sociale. Stephan et ses collaborateurs proposent donc 5 conditions favorisant la perception de menace intergroupe : 
1. la valorisation endogroupe ;
2. le rapport de pouvoir (faible contre fort) ;
3. les relations intergroupes négatives (passées, présentes et futures) ;
4. la méfiance ou suspicion des membres de l'exogroupe ;
5. la valorisation de la structure hiérarchique de la société, des lois et des normes par les membres de l'endogroupe.

## Conséquences des sentiments de menace
Dans la version originale de la théorie de la menace intégrée, la principale conséquence de la menace perçue par un groupe vis-à-vis d’un autre est l’apparition de préjugés. Les processus impliqués dans la perception de menace de groupe engendrent des réponses cognitives, affectives ou encore comportementales.

### Réponse cognitive
Les réponses cognitives, qui surviennent à la suite de la perception d’une menace, incluent généralement un changement dans la manière de percevoir l'exogroupe. Ce changement se traduit notamment par une modification des stéréotypes, de l’ethnocentrisme, de l’intolérance  ainsi que par une déshumanisation de l'exogroupe. Il se traduit également par un changement dans l’attribution des comportements de l'exogroupe ou encore par une probabilité grandissante de percevoir des émotions négatives chez les autres, telle que la haine. La menace peut également provoquer ou amplifier des biais cognitifs dans la perception de l'endogroupe. Ces réponses négatives surviennent davantage dans le but de renforcer le groupe, plutôt que de chercher à exclure l’exogroupe. Turner argumente dans le même sens, en avançant que le biais endogroupe a davantage le but de distinguer positivement l’endogroupe, plutôt que dévaloriser l’autre groupe.
La menace peut notamment augmenter l’existence de l’erreur fondamentale d’attribution. Ross définit l’erreur fondamentale d'attribution comme le fait que, du point de vue d’un groupe, les actions négatives de l’exogroupe sont expliquées par les caractéristiques des membres du groupe, alors que les actions positives seront plutôt attribuées à des facteurs situationnels. L’erreur fondamentale d’attribution agira dans l’autre sens pour l’endogroupe, puisque les membres de celui-ci auront tendance à attribuer les faits positifs à des facteurs internes, alors qu’ils attribueront les faits négatifs à des facteurs situationnels. Miller et Rorer (1982) précisent que cette erreur ne se produit pas par un manque de compréhension de la part des individus, mais bien parce qu’ils ont tendance à se baser sur leur perceptions pour établir un jugement . Ybarra (2000) ajoute que ces erreurs d’attribution sont assimilées par les individus et contribuent à la création de souvenirs erronés. Les souvenirs erronés, en accord avec l’erreur fondamentale d’attribution, feront qu’une personne se souviendra des comportements négatifs d’un groupe lorsque ceux-ci sont expliqués par des facteurs internes et des comportements positifs lorsqu’ils sont attribués à des facteurs externes. Ceci contribue à l’augmentation du biais d’infirmation du stéréotype, selon lequel il est plus difficile d’infirmer un stéréotype concernant l’exogroupe contrairement à un stéréotype qui concerne son propre groupe. Les individus peuvent également répondre à la menace en s’opposant à des mesures qui favorisent l’exogroupe ou encore ignorer des pratiques extrêmes qu’ils n’auraient normalement pas acceptées. D’après les recherches qui se basent sur le paradigme des groupes minimaux (en), le fait de favoriser son propre groupe disparait lorsque celui-ci a un faible statut.

### Réponse émotionnelle
Les réponses émotionnelles liées à la menace sont généralement négatives. Ce type de réponse est en lien direct avec l’interaction avec un autre groupe et elles se manifestent par de la peur, de l’anxiété, de la rage, du dégoût ou encore par de l’indignation ou de la panique. La menace peut également diminuer l’empathie ressentie pour l’exogroupe et l’augmenter pour son propre groupe. D’après certains auteurs, la réaction émotionnelle est un meilleur prédicteur de l’apparition des préjugés que les stéréotypes. En effet, les émotions jouent un plus grand rôle sur les attitudes entre groupes que les cognitions.
La menace agit différemment au niveau émotionnel selon que c’est le groupe ou l’individu qui est visé. En effet, une menace dirigée vers un membre du groupe fait naître des émotions qui font référence à une inquiétude pour soi-même, comme sa sécurité ou l’image de soi, telles que la peur ou le sentiment de vulnérabilité. Alors qu'une menace qui vise plus le groupe dans son entièreté fera plutôt naître des émotions en lien avec le bien-être du groupe telles la colère, le ressentiment ou la culpabilité collective.
Dans le même sens, il peut être ajouté que différents types de menaces conduisent à différents types d’émotions. Une menace réaliste dirigée vers le groupe, qui pourrait mettre en péril les biens et ressources économiques du groupe, conduit à de la colère, alors qu'une menace réaliste dirigée vers l’individu induirait plutôt de la peur. Stephan et ses collègues expliquent cette différence dans le type de réponse donnée en faisant appel à la notion de réponse plus ou moins adaptée de Smith. En effet, selon ce dernier, quand un individu se sent menacé par un autre groupe, il est généralement plus adapté de répondre par de la peur plutôt que par de la colère parce que la première conduira plus à de l’évitement. Par contre, lorsque c’est le groupe qui est visé par la menace, la colère sera plus adaptée comme réponse parce qu'elle provoquera la mobilisation du groupe et lui permettra d’y faire face.

### Réponse comportementale
Une autre manière de répondre à la menace est de le faire via le comportement. Les différentes façons comportementales de répondre à la menace peuvent être le retrait, la soumission, la discrimination, le mensonge, le harcèlement ou encore toutes autres formes de comportement qui mèneraient au déclenchement d’un conflit entre groupes. La menace peut également mener à de l’hostilité directe ou indirecte. Dans le premier cas, l’exogroupe peut directement être relié à la source de la menace. Par exemple, Maass, Cadinu, Guarinieri et Grasselli (2003) ont démontré que les hommes qui sentent leur identité sexuelle menacée auront plus tendance à harceler sexuellement les femmes. 
Dans le second cas, l'hostilité sera indirecte lorsque l’exogroupe ne peut être identifié comme étant directement en lien avec la menace. Ceci peut être illustré par l’étude de Cadinu et Reggiori (2002), qui démontrent que lorsque le statut professionnel d’un groupe, ici des psychologues, est menacé par un groupe ayant un statut plus élevé, à savoir des médecins, le groupe de psychologues dénigre un groupe au statut inférieur au sien, les travailleurs sociaux. Le design de cette étude a été réalisé selon le paradigme des trois groupes, d’après lequel les membres d’un groupe au statut faible répondront à la menace de la part d’un groupe au statut plus élevé en s’attaquant à un 3e groupe encore plus faible. Les résultats vont dans le sens de la théorie de la comparaison rabaissante qui avance que les personnes appartenant à un groupe à faible statut répondront à la menace en rabaissant un autre groupe qui lui est inférieur.
Malgré le fait que la menace conduit souvent à de l’hostilité envers l’exogroupe, dans certains cas, elle peut parfois être à la source de comportements positifs. Ce type de comportement semble apparaître lorsque les personnes n’ont pas envie de paraître comme une personne pleine de préjugés et veulent maintenir une image positive d’eux-mêmes ou de leur groupe d’appartenance. Une étude sur les préjugés à l’égard des Noirs illustre cela. En effet, les conclusions permettent de mettre en évidence le fait que les Américains blancs qui manifestent des préjugés à l’égard des Noirs lorsqu’ils remplissent un questionnaire, ressentiront ensuite de la culpabilité et des scrupules. Les auteurs expliquent cette réaction en avançant que les blancs ressentent ensuite un conflit entre les valeurs d’égalité qu’ils prônent et les préjugés qu’ils manifestent.
Les réponses comportementales peuvent également faire suite au stress causé par la menace. Ceci a été illustré par le fait que les performances académiques d’un groupe stigmatisé tel que les Noirs américains diminuent lorsqu'ils pensent que les autres voient leur groupe de manière négative ou lorsqu'ils craignent de confirmer les stéréotypes négatifs qu'on associe généralement à leur groupe.
Enfin, la menace peut avoir une influence sur la dynamique du groupe. En effet, la mise en danger des statuts de notre groupe ou du système de valeurs peut faire que le groupe sera plus tolérant vis-à-vis des membres déviants. Dans certains cas, la menace peut conduire à la désaffiliation des individus à leur groupe alors que dans d’autres, la capacité des individus à influencer la majorité diminue au profit de la pensée collective.

## Applications

Améliorer les relations intergroupe

### Prédicteur d'attitudes intergroupe
Les quatre menaces proposées par Stephan et Stephan contribuent à la compréhension des attitudes négatives à propos des exogroupes. Ce modèle théorique a déjà été appliqué avec succès chez divers groupes sociaux et dans des contextes variés. Il a entre autres prédit les attitudes raciales (Blanc vs Noirs), ethniques et nationales des groupes (entre société d'accueil et immigrants) ainsi que les attitudes de genre ou les attitudes négatives envers les patients atteints du cancer ou du SIDA. Une étude aux États-Unis sur les menaces posées par des immigrants mexicains, asiatiques et cubains a montré que les quatre types de menace prédisaient en grande partie les préjugés à l'égard des immigrants. Une autre étude de Stephan et Renfro (2001) postule que les immigrants sont évalués négativement lorsque les menaces réalistes et symboliques sont élevées ou sinon lorsqu'ils sont associés à des stéréotypes négatifs.   

#### Comment réduire la menace intergroupe?
Comprendre le rôle de la menace dans les relations intergroupe permet d'élaborer des interventions intergroupes adéquates dans le but de réduire les effets négatifs de la menace sur les relations intergroupe. Les auteurs de la théorie de la menace intégrée suggèrent des programmes centrés sur la diversité culturelle, l'éducation multiculturelle ou l'apprentissage coopératif, mais sans s'attaquer directement à la perception de menace,. Le postulat sous-jacent de cette idée, c'est que la perception de menace surgit en raison de l'ignorance des individus au sujet d'exogroupes. Stephan et Stephan pensent que ces programmes peuvent être efficaces dans la réduction des menaces réalistes et symboliques. De plus, la récolte d'informations pertinentes dans ces types de programmes peuvent contribuer à la réduction de la menace et à une collaboration mutuelle. 
Cela ne suffit cependant pas pour améliorer les attitudes intergroupes. D'autres moyens se sont avérés être efficaces dont en particulier l'hypothèse du contact concernant la réduction de l'anxiété intergroupe et des stéréotypes négatifs. Le contact favorise l'empathie ainsi que la transmission d'informations. L'amitié entre deux personnes issues de deux différents groupes est un bon exemple pour illustrer l'effet positif du contact sur la perception, les attitudes et le comportement envers le groupe d'appartenance de cet ami.

### Citations originales
1. ↑  (en) « If fear is the father of prejudice, ignorance is its grandfather. »